# 26522 Juliapoje
26522 Juliapoje este un asteroid din centura principală de asteroizi.

## Descriere
26522 Juliapoje este un asteroid din centura principală de asteroizi. A fost descoperit pe 4 februarie 2000 la Socorro, New Mexico, în cadrul proiectului LINEAR. Asteroidul prezintă o orbită caracterizată de o semiaxă mare de 2,99 ua, o excentricitate de 0,11 și o înclinație de 1,6° în raport cu ecliptica.